# La Maison de Ouimzie
La Maison de Ouimzie (Wimzie's House) est une série télévisée canadienne pour enfants d'âge préscolaire en 112 épisodes de 22 minutes, produite par Cinar, et diffusée à partir du 4 septembre 1995 à la Télévision de Radio-Canada le matin, rediffusé sur Télé-Québec en début de soirée, et en anglais sur le réseau CBC dès le 21 octobre 1996.
En France, elle a été diffusée sur Canal J et sur France 3 dans Les Minikeums le 20 mai 1999 avec des rediffusions sur La Cinquième dans Ça tourne Bromby puis sur Tiji.

## Synopsis
La série est centrée sur un adorable petit monstre de 10 ans, Ouimzie, et sa vie. Elle aime bien la partager avec sa grand-mère et ses amis au 48, Rosette Avenue.

## Personnages
- Ouimzie : C'est un adorable petit monstre aux couettes violettes, aux ailes de dragon sur la tête rouge et au pelage jaune. Ouimzie a 10 ans.

## Concept
La série présentait des marionnettes dans le même style que 1, rue Sésame. La série originale fut filmée en français à Montréal de 1995 à 1997 avec des marionnettistes québécois francophones.
La série se voulant immersive, les titres des épisodes ne sont pas affichés, contrairement aux autres productions de Cinar, et à chaque début d'épisode, on peut voir Ouimzie sortir pour présenter les épisodes.

## Voix françaises
- Brigitte Brideau : Ouimzie
- André Meunier : Jonas
- Sylvie Comtois : Loulou
- Richard Lalancette : Horace
- Johanne Rodrigue : Yaya
- Lucie Beauvais : Bo
- Michel P. Ranger : Rousso
- Michel Ledoux : Graziella

- Adaptation : Johanne Garneau

## Récompenses
- Prix de la Parents' Choice Foundation 1998 : Gold Award[5]
- Prix Gémeaux 1997 et 1996 : Prix de la Meilleure émission pour enfants de 2 à 12 ans, catégorie Dramatiques
- Prix d’excellence 1997 et 1996 de l'Alliance pour les enfants et la télévision : Prix dans la catégorie Meilleure émission pour enfants d'âge préscolaire (français)